# Port lotniczy Grantley Adams
Grantley Adams International Airport – (Kod IATA: BGI, Kod ICAO: TBPB) jedyne lotnisko na Barbadosie. Lotnisko przyjmuje rejsy z USA, Kanady, Ameryki Środkowej, Ameryki Południowej i Europy.

## Linie lotnicze i połączenia
| Linia lotnicza         | Kierunek |
| ---------------------- | --- |
| Air Canada             | 1. Montreal 2. Toronto-Pearson |
| Air Peace              | 1. Saint John's |
| Aer Lingus             | 1. Manchester |
| American Airlines      | 1. Charlotte 2. Miami |
| British Airways        | 1. Londyn-Gatwick 2. Londyn-Heathrow |
| Caribbean Airlines     | 1. Basseterre 2. Castries 3. Kingstown 4. Marigot 5. Ogle 6. Port-of-Spain 7. Saint George's 8. Saint John's 9. Scarborough 10. Sint Maarten |
| Cayman Airways         | 1. Wielki Kajman |
| Condor                 | 1. Düsseldorf 2. Frankfurt 3. Saint George's 4. Scarborough                                                                                  |
| Conviasa               | 1. Caracas |
| Copa Airlines          | 1. Panama |
| Fly Always             | 1. Georgetown 2. Kingston |
| interCaribbeanairways  | 1. Basseterre 2. Castries 3. Georgetown 4. Kingstown 5. Marigot 6. Saint George's 7. Saint John's                                            |
| JetBlue                | 1. Boston 2. Nowy Jork-JFK |
| LIAT                   | 1. Basseterre 2. Castries 3. Kingstown 4. Marigot 5. Saint George's 6. Saint John's                                                          |
| Norse Atlantic Airways | 1. Londyn-Gatwick |
| Surinam Airways        | 1. Georgetown |
| United Airlines        | 1. Newark 2. Waszyngton-Dulles |
| Virgin Atlantic        | 1. Kingstown 2. Londyn-Heathrow 3. Manchester 4. Saint George's 5. Saint John's                                                              |
| WestJet                | 1. Toronto-Pearson |
| Winair                 | 1. Castries 2. Saint John's |